# Hermann von Kalinowski
Hermann Felix Emil Stanislaus von Kalinowski (* 26. März 1823 in Wesel; † 13. Januar 1886 in Hermsdorf, Kreis Friedeburg, Neumark) war ein preußischer Generalmajor.

## Leben

### Herkunft
Hermann war ein Sohn des preußischen Majors und Chef der Garnisonskompanie der 14. Division Alexander von Kalinowski (1775–1836) und dessen Ehefrau Josefine, geborene Klose (1792–1861). Sein Bruder Albert (1826–1887) wurde ebenfalls Generalmajor.

### Militärkarriere
Nach dem Besuch des Gymnasiums in Wesel trat Kalinowski am 26. März 1840 als Musketier in das 17. Infanterie-Regiment der Preußischen Armee ein und avancierte bis Ende Oktober 1841 zum Sekondeleutnant. Vom 29. April 1844 bis zum 11. Oktober 1845 war er zum 7. kombinierten Reserve-Bataillon und vom 1. Oktober 1846 bis zum 30. September 1847 zur 7. Artilleriebrigade kommandiert. Während der Niederschlagung der Badischen Revolution nahm er 1949 an den Gefechten bei Philippsburg, Waghäusel, Bischweier und Kuppenheim teil. Zu Ausbildungszwecken war Kalinowski im Januar/Februar 1850 zur Gewehrfabrik nach Sömmerda kommandiert. Am 18. April 1854 zum Premierleutnant befördert wurde er vom 1. März bis zum 31. Oktober 1856 sowie vom 25. Dezember 1856 bis zum 15. Mai 1860 als Kompanieführer beim II. Bataillon im 17. Landwehr-Regiment kommandiert. Daran schloss sich nach seiner Beförderung zum Hauptmann eine Kommandierung zum 17. kombinierten Infanterie-Regiment an, aus dem Anfang 1. Juli 1860 das 8. Westfälische Infanterie-Regiment Nr. 57 hervorging. Dort wurde er am 19. September 1860 zum Kompaniechef ernannt und war ab dem 14. Februar 1861 unter Stellung à la suite seines Regiments als Mitglied an der Militär-Schießschule tätig. Am 18. April 1865 kam er mit Patent vom 8. Januar 1858 als Kompaniechef in das 1. Schlesische Grenadier-Regiment Nr. 10, stieg Mitte Oktober 1865 zum Major und wurde er am 6. Februar 1866 Kommandeur des I. Bataillons.
Während des Deutschen Krieges von 1866 kämpfte Kalinowski bei Zuckmantel und Königgrätz. Nach dem Krieg wurde er am 11. September 1866 unter Stellung à la suite seines Regiments zum Direktor der Militär-Schießschule ernannt und anlässlich des Ordensfestes im Januar 1867 mit den Roten Adlerorden IV. Klasse mit Schwertern ausgezeichnet. Er avancierte Mitte Juni 1869 zum Oberstleutnant und erhielt bei der Mobilmachung anlässlich des Krieges gegen Frankreich Ende Juli 1870 das Kommando über ein Bataillon im 2. Brandenburgischen Grenadier-Regiment Nr. 12 (Prinz Carl von Preußen). Nach dem Tod des Regimentskommandeur von Reuter führte er das Regiment für die weitere Dauer des Krieges. Kalinowski nahm an den Kämpfen bei Spichern, Vionville, Gravelotte, Tapes, Bellevue, Woippy, Azay, Mazange und am Braybach, bei Beaune-la-Rolande und Le Mans sowie der Belagerung von Metz teil.
Ausgezeichnet mit beiden Klassen des Eisernen Kreuzes wurde er am 20. März 1871 unter Stellung à la suite wieder Direktor der Militär-Schießschule und Mitte August 1871 zum Oberst befördert. Für seine Tätigkeit bei der Einführung des neuen Infanteriegewehrs Mauser Modell 71 bekam er am 11. April 1872 den Roten Adlerorden III. Klasse mit Schleife. Vom 16. Oktober 1873 bis zum 1. Juni 1875 war er Kommandeur des 4. Pommerschen Infanterie-Regiments Nr. 21. Anschließend wurde Kalinowski mit dem Charakter als Generalmajor und einer Pension zur Disposition gestellt. Er starb am 13. Januar 1886 in Hermsdorf (Kreis Friedeburg, Neumark).

### Familie
Kalinowski heiratete am 8. Oktober 1861 Hermsdorf Marie von Moltke (1838–1893). Das Paar hatte mehrere Kinder:
- Viktor (1863–1904)
- Hermann (*/† 1864)
- Clementine (* 1867) ⚭ 8. Oktober 1889 Arthur Müller, Rittmeister
- Alfred (*/† 1872)[1]
- Anna (*/† 1873)
- Selma (1874–1895)
- Marie (*/† 1876)